# Miloslav Moucha
Pour les articles homonymes, voir Moucha.
 (mai 2013).
Si vous disposez d'ouvrages ou d'articles de référence ou si vous connaissez des sites web de qualité traitant du thème abordé ici, merci de compléter l'article en donnant les références utiles à sa vérifiabilité et en les liant à la section « Notes et références ».
Miloslav Moucha est un artiste peintre français d'origine tchèque né à Litvínov (ville de Bohême du Nord, aujourd'hui en République tchèque) le 25 mars 1942.
Il fréquente les avant-gardes intellectuelles des années 1970 et le groupe Supports/Surfaces.
La Galerie Laure Roynette (Paris 3e) le représente en France.

## Biographie

### Débuts
Miloslav Moucha naît en 1942 à Litvínov.
Il grandit à Dolni Litvínov, une vieille ville des Sudètes ravagée par la Seconde Guerre mondiale, dont l'atmosphère est retranscrite dans la série des pointes sèches intitulée « Le Hameau », réalisée dans les années 1960. À cette époque, Moucha peint la misère humaine liée à la terreur rampante du communisme. Il fréquente l'écrivain et essayiste Josef Jedlička qui lui fait découvrir des œuvres bannies par le régime communiste, les penseurs du catholicisme moderne, les artistes en marge des courants officiels, et des poètes tels que Ivan Diviš et Jan Zábrana. Jedlička lui permet de réaliser que l'art n'est pas un jeu mais un travail de conscience, une affaire de destin et de foi.
Sa formation de peintre et l'enseignement artistique qu'il reçoit, conditionné par son échec au concours d'entrée à de l'École des Beaux-arts de Prague, est celui d'un autodidacte. Il exerce alors divers métiers comme bûcheron, mineur, garçon de café, aide-serrurier, emballeur de médicaments pour les animaux, graphiste pour la propagande du travail, réparateur de boîte de vitesses…  Par ce biais, il rencontre des criminels et des intellectuels considérés comme criminels. Puis il devient professeur de mathématiques et d'arts plastiques.

### Exil
Par crainte de persécutions, Moucha émigre en France en 1968. Il y fréquente d'autres artistes et intellectuels tchèques, parmi lesquels l'écrivain Josef Kroutvor et le cinéaste Štěpán Benda. À Paris, il découvre l'art d'avant-garde avec Ben Vautier, Claude Viallat, Serge Oldenbourg, etc. Plus tard, il se lie d'amitié avec Pierre Restany et Gérard Barrière. La rencontre avec le peintre Václav Boštík en 1980 est aussi déterminante. Il est attiré par ce qu'il appelle, plutôt que l'art, une attitude : une « philosophie pratique ».
Nommé professeur à l'École de Beaux-arts de Besançon en 1974, il expose en France et dans le monde (Europe, États-Unis, Japon) dès 1971. Il travaille avec des concepts tels que « présence fictive/absence réelle », mais aussi celui des « 5 éléments », de la « température blanche », etc..  En 1978, il doute profondément du bien-fondé de cette activité et se rapproche peu à peu de la peinture classique[C'est-à-dire ?]. Le bouleversement arrive avec son tableau où figure un point unique.

### Retour aux sources
Depuis 1990, Moucha partage son temps entre la France et la République tchèque. Dans sa maison de Bohème, il peint des paysages et des natures mortes. La géométrie, la couleur, leur dialogue dans le rythme et la vibration liés au format, sont les bases d'un vocabulaire plastique nourrit par la contemplation. Défenseur d'un art privé et existentiel[pas clair], Moucha travaille sur de grands cycles qui ne cessent d'interroger l'origine et les conditions d'apparition du visible.

## Chronologie
- 1942 : Moucha naît le 25 mars à Dolni Litvinov, ville industrielle au destin tragique qui inspira ses premières œuvres.
- 1958 : Moucha est renvoyé de l'école, devient apprenti garçon de café, fréquente les cours du soir, se met à dessiner et à écrire des nouvelles.
- 1960 : Après son service militaire où il prend résolument la décision de peindre, il rencontre l'écrivain et essayiste Josef Jedlicka qui participe à sa formation intellectuelle et artistique.
- 1964 : Refusé au concours d'entrée à l'École des beaux-arts de Prague, Moucha rentre à Litvinov et enseigne le dessin et les mathématiques tout en suivant des cours par correspondance à l'école supérieure de lettres d'Usti nad Labem à l'université Charles.
- 1968 : Arrivée à Paris, fréquente les avant-gardes intellectuelles et artistiques. Moucha est remarqué par Klaus Groh qui insère des photographies de ses installations dans un ouvrage de référence Aktuelle Kunst in Osteuropa.
- 1974 : Nommé professeur à l'École des Beaux-arts de Besançon.
- 1978 : Moucha peint son premier tableau du Point.
- 1980 : Moucha séjourne dans les Alpes, s'intéresse à l'alchime, voyage à New York où il découvre Ad Reinhardt et Wilhelm Reich. La couleur s'articule à la géométrie.
- 1984 : De retour du chemin de Compostelle, Moucha peint intensément et très librement. Début du Cycle espagnol et du Cycle selon Saint Jean.
- 1989 : Découvre la Bible dans la traduction d'André Chouraqui. Début du Cycle Bereshit, consacré à la Genèse.
- 1990 : Achète une maison à Onen Svet, lieu-dit le « Monde de l'au-delà ». Début du Cycle du Cantique des cantiques.
- 2000-2012 : Moucha peint quotidiennement. Son œuvre fait l'objet de nombreuses rétrospectives.

## Œuvres
- Le Hameau, série de pointes sèches, 1963.
- L'Église de Tyn la nuit, fusain sur papier, 23 × 13,5 cm, 1964.
- Nature morte aux allumettes, huile sur carton, 31 × 18 cm, 1968.
- Cinq éléments, toile, bambou, pierre, installations, 1971.
- Correction du format (série), papier, graphite, crayon, 76 × 59 cm, 1975.
- Point, huile sur toile, 36 × 33 cm, 1979.
- Cycle espagnol, huiles sur toile et fusains sur papier, 1986.
- Cycle selon saint Jean, huiles sur toile, 1987-1988.
- Cycle selon saint Georges, fusains sur papier, 1988.
- Cycle Bereshit, fusains sur papier, gravures sur bois, fusains sur toile, 1992-2012.
- Cycle du Cantique des cantiques, huiles sur toile, 1994.
- Cycle des paysages, huile sur toile, depuis 1990.
- Cycle des maisons, huiles sur toile, depuis 2000.
- Cycle des pierres, huiles sur toile, depuis 2006.

## Publications

### Textes
- Au fil du temps, Arbor Vitae, Prague, 2000. Disponible en tchèque, en français et en anglais.
- Mala Kniha, Dauphin, Prague, 2007.

### Livre d'artiste
- Petits souvenirs des grands commencements, texte original de Gérard Barrière traduit en tchèque, 8 bois gravés de Miloslav Moucha, tiré à 250 exemplaires, Maison d'Arts d'Opava, Opava, 1992.
- Cahier d'été du monde de l'au-delà, 14 gravures sur bois de Miloslav Moucha et texte original en français et en tchèque, tiré à 250 exemplaires, centre culturel de Limoges, 1993.
- Fragments siciliens, poèmes originaux de Jan Vadislav traduits par Xavier Galmiche, tiré à 33 exemplaires, Z Onoho Sveta, Paris, 1993.
- Miniova Pole, texte original de Vit Janota en tchèque, 10 gravures sur lino de Miloslav Moucha, Dauphin, Prague, 2012.
- Bereshit, la Genèse traduit par André Chouraqui, texte hébreu calligraphié par Ladislav Moucka, 10 gravures sur bois de Miloslav Moucha, tiré à 72 exemplaires, Nova et Vetera, Paris, 1992.

### Revue
- L'Œil, 1987, extrait en ligne